# Hofwildensee
Hofwildensee ist ein Gemeindeteil des Marktes Eschau im unterfränkischen Landkreis Miltenberg in Bayern.

## Geographie
Der Weiler liegt im oberen Tal des Aubachs auf der Gemarkung von Wildensee. Er besteht aus zwei etwa 500 m voneinander entfernten Teilen östlich des Aubachs. Anfang des 19. Jahrhunderts wurden sie Oberer und Unterer Wildenseehof genannt.

## Geschichte
In einer alten Schrift (1822/23) heißt es: „Eine Stunde von Altenbuch, gegen das Amt Wildenstein hin, liegen die Höfe Wildensee, welche von vier Hofbauern bewohnt werden und der königl. Kammer gehören.“
Am 1. April 1977 wurden die „Wildenseer Höfe“, mit damals etwa 25 Einwohnern, aus der Gemeinde Altenbuch in die damalige Gemeinde Wildensee umgemeindet, die dann am 1. Januar 1978 in den Markt Eschau eingegliedert wurde. Vor der Bildung der Gemeinde Altenbuch gehörte Hofwildensee zur Gemeinde Unteraltenbuch.